# گریس دالی
گریس دالی (انگلیسی: Grace Daley؛ زادهٔ ۲۶ ژوئن ۱۹۷۸) بازیکن بسکتبال اهل ایالات متحده آمریکا است.
از باشگاه‌هایی که در آن بازی کرده‌است می‌توان به فینکس مرکوری اشاره کرد.